# VI. Mohamed Imádudín
VI. Mohammed Hadzsi Imádudín Iszkandar Szrí Kula Szundara Katiri Buvana Maha Radun szultán a Maldív-szigetek szultánja volt 1893-tól 1902-ig. Imádudín szultán 1868. október 25-én született Hasszán Izudine herceg és Mándhúgi Don Didi gyermekeként. A Felséges IV. Imádudín, Maldív-szigetek szultánja a nagyapja volt.
VI. Imádudín szultán 1893. július 20-án került trónra. Haddzs zarándoklata után mint Hadzsi Imádudín lett ismert. Folyékonyan beszélt urdu és arab nyelven. VI. Imádudín Egyiptomba ment hogy elvegye menyasszonyát Sarifá Hanimot, és amíg ott tartózkodott, megfosztották trónjától.
1932. szeptember 30-án halt meg és Egyiptom fővárosában, Kairóban temették el.

## Fordítás
Ez a szócikk részben vagy egészben  a   Muhammad Imaaduddeen VI című angol Wikipédia-szócikk ezen változatának fordításán alapul.  Az eredeti cikk szerkesztőit annak laptörténete sorolja fel. Ez a jelzés csupán a megfogalmazás eredetét és a szerzői jogokat jelzi, nem szolgál a cikkben szereplő információk forrásmegjelöléseként.